# Stanton (Teksas)
Stanton je grad u američkoj saveznoj državi Teksas. Prema popisu stanovništva iz 2010. u njemu je živjelo 2.492 stanovnika.